# Cromatidio

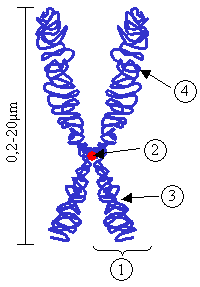
Disegno di un cromosoma
1) Cromatidio
2) Centromero
3) Braccio corto
4) Braccio lungo

I cromatidi (sing. cromatidio, o anche cromatide) sono le due subunità geneticamente identiche di cui sono costituiti i cromosomi durante il processo di divisione cellulare, sia mitotico che meiotico.
La coppia di cromatidi fratelli che compattata e associata a specifiche proteine forma i cromosomi deriva dalla replicazione delle unità funzionali di DNA di origine materna e paterna ed è unita dal centromero. Tutte le cellule somatiche e quelle germinali indifferenziate di un individuo  hanno quindi due copie di ogni cromosoma specifico, una di origine paterna e una di origine materna (diploidia), dette omologhe in quanto contenenti lo stesso numero e tipologia di geni ma non necessariamente gli stessi alleli, che possono essere diversi secondo l'origine parentale. Durante il ciclo cellulare tutto il genoma di una cellula somatica si duplica durante la fase S, che segue la fase G1 (gap 1) e precede la fase G2 (gap 2). L'insieme di questi tre momenti costituisce l'interfase, che precede la mitosi e la meiosi.  Durante la meiosi, i cromatidi di due cromosomi omologhi appaiati sono uniti in regioni a forma di X chiamate chiasmi, che consentono l'importante scambio di materiale genetico (crossing over). 
I cromatidi fratelli  restano legati a livello del centromero fino al momento della divisione cellulare e vengono separati durante l'anafase, formando un corredo identico a quello di partenza nella mitosi, ma risultando ricombinati nella meiosi, sia per la presenza nelle cellule finali (gameti) di un'unica copia (aploidia), con distribuzione casuale fra quelle di derivazione materna e paterna, sia in seguito al crossing over. Con la ripresa della fase funzionale della cellula i cromatidi riformeranno le unità di trascrizione genica nella cromatina.